# 弓恵子
弓 恵子（ゆみ けいこ、1936年10月22日 - 2024年8月17日）は、日本の女優。本名：安藤 瑛子（あんどう えいこ）（旧姓：柴田）。東京府東京市（現：東京都世田谷区）出身。プロダクション・タンク所属。

## 来歴・人物
父は、大映の名脇役・潮万太郎（2000年死別）。弟の柴田昌宏も元俳優、柴田侊彦も俳優。俳優の宮口二郎（1995年死別）の妻でもあった。
1955年、立教女学院高等学校在学中に光丘ひろみの芸名で東宝『赤いカンナの花咲けば』でデビュー。
1959年より、父の潮万太郎と同じく大映に所属。父親との縁から伊藤大輔監督に可愛がられ、弓恵子の芸名をつけてもらう。
1960年に出演した『東海道ちゃっきり娘』で人気を獲得し、以降も『磯しぶき源太』『この青年にご用心』などでコンスタントに活躍。
1964年頃よりフリーとなり、映画各社作品やテレビドラマに出演するようになる。同年の映画『くノ一化粧』では女忍者で主役の一人を演じた。
1966年に『これが青春だ』では高校教師役として生徒役の弟・柴田昌宏と共にレギュラー出演した。その後、TBS『水戸黄門』第1部でのお蝶役をはじめとする時代劇での悪女役に精彩を放った。
2024年8月17日、呼吸不全で死去した。87歳没。

## 出演作品

### 映画
- 1955年 赤いカンナの花咲けば（東宝）- 森川洋子
- 1956年 森繁よ何処へ行く（東宝）- 女店員
- 1957年 東京よいとこ（東宝）- お妙
- 1958年 おトラさんのホームラン（東宝）- 若い妻

※ 以上、光丘ひろみ名義
- 1959年 女と海賊（大映）- 小金
- 1959年 千羽鶴秘帖（大映）- お槙
- 1959年 ジャン有馬の襲撃（大映）- 小寿々
- 1959年 貴族の階段（大映）- 芳子
- 1959年 風来物語 仁侠篇（大映）- 益本律子
- 1960年 明日から大人だ（大映）- 稲葉和子
- 1960年 街の噂も三十五日（大映）- 西本みゆき
- 1960年 お嬢さん三度笠（大映）- 信姫
- 1960年 すれすれ（大映）- 川辺やよい
- 1960年 素敵な野郎（大映）- 花枝
- 1960年 東海道ちゃっきり娘（大映）- お銀
- 1960年 銀座のどら猫（大映）- 本堂由美
- 1960年 疵千両（大映）- まさ
- 1960年 風来物語 あばれ飛車 （大映）- 益本律子
- 1960年 犯行現場（大映）- 北村久子
- 1960年 母桜（大映）- 白井夏子
- 1960年 三兄弟の決闘（大映）- 美也子
- 1961年 婚期（大映）- 蓮子
- 1961年 薔薇と龍（大映）- 神宮リカ
- 1961年 この青年にご用心（大映）- 北川美紀
- 1961年 悲しき60才（大映）- サユリ
- 1961年 喧嘩富士（大映）- 八重
- 1961年 うっちゃり姫君（大映）- 徳川百合姫
- 1962年 スーダラ節 わかっちゃいるけどやめられねぇ（大映）- 英子
- 1962年 男と女の世の中（大映）- 粕谷とみ子
- 1962年 秦・始皇帝（大映）- 青児
- 1963年 大学の纏持ち（大映）- 新子
- 1963年 黒の報告書（大映）- 中里常子
- 1963年 ぐれん隊純情派（大映）- 加代
- 1963年 悪名波止場（大映）- おみつ
- 1964年 現代インチキ物語 騙し屋（大映）- 襟子
- 1964年 河内ぞろ 喧嘩軍鶏（日活）- まゆみ
- 1964年 くノ一化粧（東映）- 天姫
- 1965年 命知らずのろくでなし（日活）- マチコ
- 1965年 河内ぞろ あばれ凧（日活）- まゆみ
- 1965年 怪談せむし男（東映）- 藤井秋子
- 1965年 三匹の野良犬（日活）- 亜矢
- 1965年 黒い賭博師 ダイスで殺せ（日活）- ルミ
- 1965年 マカオの竜（日活）- リエ
- 1966年 沓掛時次郎 遊侠一匹（東映）- お葉
- 1966年 続・おんな番外地（東映）- 倉橋トミ子
- 1966年 アジア秘密警察（日活）- アキコ
- 1967年 七人の野獣 血の宣言（日活）- ユリ
- 1967年 東京市街戦（日活）- トキ子
- 1968年 サラリーマン悪党術（東宝）- 芸者小まり
- 1968年 記録なき青春 （日本原水爆被害者団体協議会）- 永井由美
- 1969年 待っていた極道（東映）- 白木弘美
- 1969年 旅に出た極道（東映）- 林彩夏
- 1970年 日本女侠伝 鉄火芸者（東映）- 仇吉
- 1971年 喜劇 おめでたい奴（東宝）- 敬子
- 1971年 女番長ブルース 牝蜂の逆襲（東映）- 北島梨恵
- 1972年 ゾロ目の三兄弟（東映）- 大西沢
- 1975年 日本任侠道 激突篇（東映）- おせい
- 1975年 県警対組織暴力（東映）- 美也
- 1975年 おれの行く道（松竹）- 伊佐山松子
- 1976年 吉四六よ天を駆けろ（吉四六プロダクション）- 妻
- 1980年 海潮音（ATG）- 横尾光子
- 1983年 陽暉楼（東映）- 米蝶
- 1983年 積木くずし（東宝）- 中村由美
- 1984年 メイン・テーマ（角川春樹事務所／東映）- 大東島きぬ代
- 2002年 実録・安藤組外伝 餓狼の掟（東映ビデオ）- 花形知枝
- 2003年 福耳（アルゴ・ピクチャーズ）- 小林敦子
- 2006年 天まであがれ!!（上映実行委員会）- 溝口多恵
- 2009年 みたまを継ぐもの（アーツエイハン）- 石神紗代子

### テレビドラマ
- 近鉄金曜劇場（TBS）
  - 1961年 家族会議（12月15日・22日）
  - 1965年 岡田茉莉子シリーズ ある女の影（2月5日）
- 女の劇場／少女（1962年1月10日、ABC）
- 1963年 子織（11月10日、TBS）
- 1964年 日産スター劇場／課長昇進（3月14日、NTV）
- 1964年 日本映画名作／ドラマ鰯雲（4月19日、NET）
- 1964年 おれは大物（ABC）
- 1965年 新春ワイド劇場／大願成就（1月1日、12ch）
- 三匹の侍（CX）
  - 1965年 第2シリーズ 第23話「江戸大逆」
  - 1966年 第3シリーズ 第20話「狂った剣」
- 1965年 甲州遊侠伝 俺はども安（CX）
  - 第5話「国定の人」
- 1965年 素浪人 月影兵庫（NET）
  - 第1話「浅間は怒っていた」- 雪姫
- 1966年 人形佐七捕物帳（NHK総合）
  - 第49話「幽霊若衆」
- 1966年 ウルトラマン（TBS／円谷プロ）
  - 第7話「バラージの青い石」- チャータム
- 1966年 これが青春だ（1966年 - 1967年、NTV）- 松代優子（数学教師）※弟・柴田昌宏と共演
- 1967年 船場（KTV）
- 1967年 平四郎危機一発（TBS）
  - 第11話「燃えた記憶」
- 1967年 マコ!愛してるゥ（TBS）
- 1968年 秘密指令883（CX）
  - 第15話「女は涙で勝負する」
- 1968年 怪奇大作戦（TBS／円谷プロ） 
  - 第2話「人喰い蛾」- 倉本の妻
- 1968年 昔三九郎（NTV） - お駒
- 1968年 裸の町（NET）
- 銭形平次（CX）
  - 1968年 第120話「炎を呼ぶ女」- お若
  - 1969年 第145話「邪魔者」- おこん
  - 1971年 第293話「お鯉の仇討」- お鯉
  - 1973年 第354話「万七子連れ唄」- おとよ
  - 1975年 第504話「闇に立つ虚無僧」- おもん
  - 1982年 第818話「五年目の恩讐」- お蓮
- キイハンター（TBS）
  - 1968年 第22話「悪党ダービー」- 麻由美
  - 1969年 第44話「殺人急行007号」- 山口理恵
  - 1969年 第59話「車椅子の男」- 美樹
  - 1969年 第81話「花模様の死刑台」- エンゼル
  - 1971年 第160話「墓場に消えた現金輸送車」
  - 1971年 第191話「死刑台三歩前 私を抱いて!」- 範子
  - 1972年 第202話「サイコロGメン御用旅」- 千鶴
  - 1972年 第225話「大空のギャング現金強奪作戦」- 麻耶
- ザ・ガードマン（TBS）
  - 1968年 第183話「死の山に捨てた現金」- 野口早苗
  - 1971年 第306話「団地っ子・性教育だ! 全員集まれ」- 大原さと子
- ナショナル劇場（TBS）
  - 水戸黄門（C.A.L）
    - 1969年 第1部 第1話～第5話、第13話（1969年 - 1970年） - お蝶
    - 1972年 第3部 第8話「雪姫変化 -掛川-」- お仙
    - 1976年 第7部 第4話「御用船大爆破!! -石巻-」- お仙
    - 1978年 第9部 第13話「黄門様の泥棒ごっこ -長岡-」- お仙

  - 1970年 大岡越前（C.A.L）
    - 第1部 第15話「折鶴殺人事件」- 小蝶
- 1969年 大奥（KTV）- りく
  - 第43話「お琴あわれ」
  - 第44話「比丘尼の館」
- 1969年 東京バイパス指令（NTV）
  - 第43話「ロスコー32口径を追え」
- 1969年 見合い恋愛（NTV）
  - 第10話「見合い異議あり」- 松村節子（雑誌編集長）
- 1969年 怪奇ロマン劇場（NET）
  - 第20話「怪談蟻地獄」
- 1970年 鬼平犯科帳
  - 第23話「罪（つみ）」- おきん
- 大河ドラマ（NHK総合）
  - 1970年 樅ノ木は残った - お久米
  - 1979年 草燃える - 藤原範子
- 1970年 細うで繁盛記（1970年 - 1971年、YTV）- 大西館の妻
- 1970年 江戸川乱歩シリーズ 明智小五郎（12ch）
  - 第5話「花嫁泥棒」
- プレイガール（12ch）
  - 1970年 第74話「愛されすぎて殺されて」- 大町あおい
  - 1973年 第238話「女は素肌で勝負する」- ゆき
- 1970年 宮本武蔵（NET／東映）- 吉野太夫
- 1970年 柳生十兵衛（CX）
  - 第11話「風神ヶ原の対決」- 千草
- 大江戸捜査網（12ch）
  - 1970年 第10話「天狗に踊る黒い影」- おつや
  - 1971年 第33話「ゆすり」
  - 1980年 第455話「女風呂幽霊事件」- 滝山
- 1971年 徳川おんな絵巻（KTV）- おせい
  - 第40話「女相続人の恐怖」
  - 第41話「闇に光る眼」
- 1971年 軍兵衛目安箱（NET／東映）
  - 第23話「軍略の時」- おゆみ
- 1971年 遠山の金さん捕物帳（NET／東映）
  - 第73話「かどわかした男」- かつ
  - 第110話「あの世から招く女」- お島
- 1972年 おらんだ左近事件帖 第14話「ばくち侍」（CX） - 牛若のお六
- 1972年 荒野の素浪人 第46話「妖花 峡谷の黒水晶」（NET） - 世津
- 1972年 笹沢左保 峠シリーズ（フジテレビ／C.A.L）
  - 第1話「中山峠に地獄を見た」- お美代
- 必殺シリーズ（ABC）
  - 1972年 必殺仕掛人
    - 第3話「仕掛られた仕掛人」- お照

  - 助け人走る
    - 1973年 第5話「御生命大切」- おこう
    - 1974年 第25話「逃亡大商売」- およね

  - 1975年 必殺仕置屋稼業
    - 第10話「一筆啓上姦計が見えた」- 志津

  - 1976年 必殺からくり人
    - 第5話「粗大ゴミは闇夜にどうぞ」- 港屋多恵

  - 1977年 新・必殺仕置人
    - 第25話「濡衣無用」- お秋／秋野

  - 1978年 江戸プロフェッショナル 必殺商売人
    - 第11話「女体が舞台の弁天小僧」- 老女藤尾
    - 第18話「殺られた主水は夢ん中」- およう

  - 1978年 翔べ! 必殺うらごろし
    - 第3話「突然肌に母の顔が浮かび出た」- 志乃

  - 新・必殺仕事人
    - 1981年 第21話「主水 左遷を気にする」- お銀
    - 1982年 第34話「主水 家でほっとする」- 桐岡

  - 1985年 必殺仕事人V・激闘編 第3話「大難関! 大奥女ボス殺し」- 阿茶局
  - 1989年 必殺スペシャル・新春 決定版! 大奥、春日野局の秘密 主水、露天風呂で初仕事 - お美代の方
- 1972年 マドモアゼル通り（1972年 - 1973年、YTV）
- 1973年 女と味噌汁 その25（TBS）
- 非情のライセンス（NET）
  - 1973年 第1シリーズ 第34話「兇悪の遊戯」- 笠原真知
  - 1975年 第2シリーズ 第22話「兇悪の夫婦」- 三河葉子
  - 1975年 第2シリーズ 第39話「やさしい兇悪」- だるま船の女
  - 1976年 第2シリーズ 第71話「兇悪の情熱」- 工藤泰子
  - 1976年 第2シリーズ 第98話「兇悪の女将」- 田島美沙
- 子連れ狼（NTV）
  - 1973年 第1部 第12話「鹿追い」- 天人お兼
  - 1976年 第3部 第2話「お乳母日傘」- つや
- 1973年 恐怖劇場アンバランス（CX／円谷プロ）
  - 第11話「吸血鬼の絶叫」- 鬼村玲子
- 1973年 狼・無頼控（MBS）
  - 第7話「鬼ヶ峠のつむじ風」- 疾風組頭領
- 1974年 伝七捕物帳（NTV）
  - 第58話「花となった女」- 梢
- 1974年 唖侍 鬼一法眼（NTV）
  - 第17話「血闘無明嶽」- 由利香
- 1974年 科学捜査官（KTV／松竹）
  - 第19話「殺意の背景」
- 1974年 おしどり右京捕物車（ABC）
  - 第22話「峠」- お蓮
- 1974年 斬り抜ける（ABC）
  - 第6話「女が道を変えるとき」- 梢
- 1974年 座頭市物語（CX）
  - 第10話「やぐら太鼓が風に哭いた」- 女壺振り師
- 1974年 わたしは女（1974年 - 1975年、THK）
- 1975年 破れ傘刀舟 悪人狩り（NET）
  - 第37話「傷だらけの烙印」- お紺
- 1975年 賞金稼ぎ（NTV）
  - 第11話「宿場のガンスモーク」- お銀
- 1975年 鬼平犯科帳（NET）- おせん
  - 第23話「盗人姉妹」
  - 第25話「鯉肝のお里」
- 1975年 特別機動捜査隊（NET／東映）
  - 第729話 「真空地帯」- 小柳朝子
- 1975年 ポーラテレビ小説／加奈子（1975年 - 1976年、TBS） - 荻丸
- 同心部屋御用帳 江戸の旋風（CX）
  - 1976年 第1シーズン 第44話「親子武士道」- お絹
  - 1977年 第2シーズン 第47話「椿屋敷の謎」- 椿屋敷の女主人
  - 1980年 第5シーズン 第16話「殺しを見たこねずみ」- し乃
- 1976年 影同心II（MBS）
  - 第12話「尼寺（秘）女形狂乱」- おとし
- 1976年 お耳役秘帳（KTV／歌舞伎座テレビ）第18話「人柱は血の川に沈んだ」- せつ
- 1976年 いろはの"い"（NTV）
  - 第8話「挑戦」- 三好亜沙子
- 遠山の金さん 第1シリーズ（NET → ANB）
  - 1976年 第41話「今ひとたびの青春に哭け!!」- 香奈江
  - 1977年 第96話「お湯の中にも鬼が住む」- お綱
- 1977年 怪人二十面相（CX）
  - 第11話「砕け! 首なし人間の野望」
- 1977年 人形佐七捕物帳（ANB）
  - 第1話「涙で咲いた愛の凧」- おせん
- 1977年 ロボット110番（ANB）
  - 第18話「ガンちゃんはだれのもの」
- 1977年 あにき（TBS）
- 1978年 新・木枯し紋次郎（12ch）
  - 第24話「虚空に賭けた賽一つ」- お春
- 1978年 新幹線公安官（ANB）
  - 第2シリーズ 第26話「未来の終電車」- 小山志乃
- 1979年 熱中時代（NTV）
  - 第1シリーズ 第18話「三年四組学級閉鎖」- 三年四組児童の母親
- 1979年 柳生一族の陰謀（KTV）
  - 第16話「夜霧に鬼女が笛を吹く」- 大御台依子
- 1979年 特捜最前線（ANB）
  - 第103話・第104話「帰ってきたスキャンダル刑事!」- 清水光枝
- 1979年 雲霧仁左衛門（KTV）- おかね
  - 第10話「卍どもえ! 色と盗みのテクニック」
  - 第11話「恩は仇で返せるか?」
  - 第12話「惨殺! 雲霧一党」
- 1980年 爆走! ドーベルマン刑事（ANB）
  - 第9話「黒の狙撃者」
- 1981年 加山雄三のブラック・ジャック（ANB）
  - 第1話「かりそめの愛を」
- 1981年 木曜ゴールデンドラマ／大誘拐 陽気なお婆ちゃんの身代金はなんと百億円!（YTV）
- 土曜ワイド劇場
  - 1981年 三毛猫ホームズの怪談 赤猫は死を招く（ANB）
  - 1983年 殺しの連鎖反応 努力しないで出世した男（ANB）- 道子
  - 1987年 富士山麓殺人事件（ANB）- 海老原千鶴
  - 1987年 花嫁殺し（ANB）
  - 2002年 おかしな二人（ANB）
  - 2004年 事件記者冴子の殺人スクープ（EX）
  - 2009年 弁天祐美子法律事務所2（EX）- 小笠原幾代
- 1981年 あした幸福（TBS）
- 遠山の金さん （ANB／東映）※高橋英樹版
  - 1982年 第1シリーズ 第21話「母の告白! 二十年の秘密」- おふじ
  - 1986年 第2シリーズ 第35話「女賞金稼ぎ・陽炎のお仙!」- お国
- 1983年 積木くずし 親と子の200日戦争（TBS）
- 1983年 暴れん坊将軍II（ANB）
  - 第18話「飛脚鳩 ちゃんを訪ねて乱れ舞い」- おふで
- 1983年 大奥（KTV）- お関
  - 第31話「暴かれた禁男の園」
  - 第32話「永遠の処女」
- 1984年 流れ星佐吉（KTV）- お滝
- 1985年 妻たちの課外授業（NTV）- 佐々木倫子
- 1985年 別れた妻（THK）
- 1986年 松本清張サスペンス・隠花の飾り／百円硬貨（KTV）
- 1986年 ドラマ女の手記／新宿盛り場 看護婦日記（TX）
- 1989年 名奉行 遠山の金さん（ANB）
  - 第2シリーズ 第18話「富くじに踊らされた悪女」- つる
- 1989年 大忠臣蔵（TX）- 戸田局
- 1990年 宮本武蔵（TX）- おとき
- 1990年 お江戸捕物日記 照姫七変化（CX）
  - 第3話「大奥炎上騒動!」
- 1990年 ラストダンス（THK = CX）
- 1991年 銭形平次（CX）
  - 第1シリーズ 第17話「二度消えた千両箱」
- 2000年 はぐれ刑事純情派（ANB）
  - 第13シリーズ 第14話「花に殺意を!? 嫉妬する女」- 岸本真由美
- 2000年 月曜ドラマスペシャル／横浜本牧殺人ファイル 白磁の肌を持つ女・豪邸で暮らす資産家の死（TBS）
- 2001年 ドラマ30／コンビにまりあ（CBC = TBS）
- 2002年 京都迷宮案内（ANB）
  - 第4シリーズ 第5話「祇園を行商する女・姑いじめが呼んだ失踪劇!?」
- 2002年 女と愛とミステリー／夏樹静子サスペンス 駅に佇つ人 石巻日和山殺人事件（BSジャパン = TX）
- 2003年 エ・アロール -Et Alors-（TBS）- 古賀雅子
- 2004年 月曜ミステリー劇場／上条麗子の事件推理4 「死を呼ぶ老後資金」（TBS）- 白井光代
- 2004年 永遠の君へ（THK = CX）
- 2004年 コスメの魔法（2004年 - 2005年、TBS）- 柴田智子
- 2009年 東京少女ユ・ソルア（BS-i）
  - 第2話「東京の休日」
- 2010年 大魔神カノン（TX）- さゆり（ホームの老女）
  - 第20話「枯音」
  - 第21話「佳音」
- 2013年 クロユリ団地〜序章〜（TBS）第7話・第8話 - 飯田民代

### その他のテレビ番組
- 連想ゲーム（NHK総合）
- お笑いオンステージ（NHK総合）
- 一枚の写真（フジテレビ）

### 吹き替え
- 1969年 別離（NHK版）- アニタ・ホフマン（演：イングリッド・バーグマン）
- 1971年 弁護士ジャッド
  - 第2シーズン 第19話・第20話「聖なる陶酔（前後編）」- パウラ・マイルズ（演：ジョアンヌ・リンビル）
- 1974年 恐怖のエアポート - アニタ・ホフマン（演：ロイス・ネットルトン）
- 1975年 探偵キャノン（NHK版）
  - 第2シーズン 第10話「影の男」- リンダ・ディーン（演：ロイス・ネットルトン）
- 1976年 引き裂かれたカーテン（フジテレビ版）- サラ・ルイス・シャーマン（演：ジュリー・アンドリュース）